# Dicranomyia validistyla
Dicranomyia validistyla är en tvåvingeart som först beskrevs av Alexander 1933.  Dicranomyia validistyla ingår i släktet Dicranomyia och familjen småharkrankar. Inga underarter finns listade i Catalogue of Life.